# Alosa killarnensis
Az Alosa killarnensis a sugarasúszójú halak (Actinopterygii) osztályának heringalakúak (Clupeiformes) rendjébe, ezen belül a heringfélék (Clupeidae) családjába tartozó faj.

## Előfordulása
Az Alosa killarnensis Írország egyik endemikus hala.

## Megjelenése
Ez a halfaj legfeljebb 20 centiméter hosszú. A nőstény nagyobb a hímnél.

## Életmódja
Az Alosa killarnensis főleg Írország édesvizeiben él, de a szigetet körülvevő Atlanti-óceánban is megtalálható. Tápláléka állati plankton. Mivel élőhelye igen kicsi, az eutrofizáció (egy olyan folyamat, melynek során a szennyvízben lévő foszfor és nitrogén túl nagy mennyisége a víz elalgásodásához vezet) a legnagyobb veszély a számára.
Legfeljebb 5 évig él.

## Szaporodása
Az ívási időszaka június–július között van. Ikráit, kavicspadokra rakja.